# زن ۲
زن ۲ (انگلیسی: Zen 2) اسم رمز ریزمعماری ساخته شده توسط شرکت ای‌ام‌دی است که دنباله‌ای موفق بر محصولات گذشتهٔ همین شرکت تحت عنوان زن و زن+ می‌باشد که به صورت استاندارد بر پایهٔ فناوری ۷ نانومتری تولید گردیده‌است.